# Václav Pilát
Václav Pilát (Praga, 6 maggio 1888 – Praga, 28 gennaio 1971) è stato un calciatore cecoslovacco, di ruolo attaccante.

## Carriera

### Nazionale
Partecipa ai Giochi olimpici di Anversa, viene schierato in campo in tre delle quattro partite disputate dalla sua nazionale.

## Palmarès

### Club

#### Competizioni nazionali
- Campionato cecoslovacco: 3

Sparta Praga: 1912, 1919, 1922